# Channel Fleet
La Channel Fleet (in italiano tradotta come: Squadra della Manica o Flotta della Manica) è stata la branca della Royal Navy che aveva il compito di proteggere l'Inghilterra pattugliando il canale della Manica.
Varie flotte della Royal Navy hanno operato nel canale della Manica sin dal XVI secolo combattendo ad esempio l'Invincibile Armata nel 1588 e la flotta d'invasione olandese di Guglielmo d'Orange nel 1688.
Una Channel Fleet stabile venne organizzata a partire dal XVIII secolo per rispondere alla minaccia creata dalle basi francesi a Tolone, Brest, Le Havre e in altri porti del golfo di Biscaglia. Le basi utilizzate da questa flotta furono di volta in volta Torbay, Falmouth e Plymouth. Durante le guerre napoleoniche molte delle navi della flotta erano impegnate in mare per mesi senza pause per bloccare la flotta francese nei porti, rendendo necessaria la creazione di specifiche navi rifornimento per trasferire sulle navi acqua potabile e cibo fresco.
Durante l'ottocento, in seguito allo sviluppo della base francese di Cherbourg come porto per navi a vapore, la Royal Navy sviluppò il porto di Portland come base per la flotta. La creazione di un immenso porto artificiale comportò la necessità di dragare aree estesissime di fondale, causando una conseguente forte erosione delle coste.
Con il miglioramento delle relazioni anglo-francesi a cui si accompagnò la crescita militare tedesca a cavallo tra ottocento e novecento, l'importanza strategica della Channel Fleet andò diminuendo visto che il teatro dello scontro si andava spostando decisamente verso il Mare del Nord. Il 14 dicembre 1904 la Channel Fleet venne rinominata Atlantic Fleet (Squadra [o flotta] dell’Atlantico) mentre la Home Fleet (Flotta metropolitana) divenne la Channel Fleet. Con lo scoppio della prima guerra mondiale la maggior parte delle navi da guerra britanniche confluirono quindi nella Grand Fleet (Grande Flotta) e alla fine del conflitto la Channel Fleet non venne ricreata.